# 内阁秘书 (英国)
內閣秘書（英語：Cabinet Secretary）是英國最資深的公務員職位，隸屬內閣事務部。編制上，內閣秘書長是英國內閣的秘書，同時亦是首相及內閣的資深政策顧問。
現任內閣秘書為克里斯·沃莫爾德爵士，自2024年12月16日就任。

## 歷史
内阁秘书一职是在1916年为莫里斯·汉基设立的，由汉基领导的帝国国防委员会（Committee of Imperial Defence）秘书处成为了新组建的战时内阁秘书处。 
1981年 （2011至2014年间除外）以来，内阁秘书也兼任文官長（Head of the Home Civil Service）。该职位由首相亲自任命。